# Édgar Perea
Édgar José Perea Arias (Condoto, Chocó, 2 de juny de 1934 - Bogotà, 11 d'abril de 2016), més conegut com «El Campeón», va ser un locutor esportiu i polític colombià. Va ser molt conegut a nivell nacional com a narrador de futbol des de la dècada de 1980 en ràdio i televisió. Des de la fi de la dècada de 1990 va exercir com a polític en diferents càrrecs, com el de Senador de la República i Ambaixador de Colòmbia a Sud-àfrica.

## Locutor esportiu
Perea va viure els seus primers anys a Cartagena, on a més va fer els seus estudis secundaris. Des de 1966 va treballar a Barranquilla narrant els partits com a local del Junior (club que era fanàtic), convertint-se en un dels relators més importants de futbol a Caracol Radio. D'estil aguerrit i picant, es va destacar per ser el promotor dels "cors celestials" quan l'àrbitre xiulava malament, i per ser el creador del sobrenom "Junior tu papá". De la mateixa forma, va ser locutor de beisbol, boxa i ciclisme durant molts anys. Des de la fi dels anys 1980 fins a 1998, Perea va treballar amb Caracol narrant els partits de la Selecció de Colòmbia. El 1990 es va radicar definitivament a Bogotà, on va exercir com a relator dels partits de Santa Fe i Millonarios. També va ser el presentador esportiu de NTC Noticias.
«El Campeón», com és conegut popularment, va integrar l'equip periodístic de La Polémica radial, al costat d'altres periodistes esportius com Hernán Peláez, Adolfo Pérez, Óscar Renteria Jiménez, Wbeimar Muñoz, entre d'altres. El format de La Polémica va passar a televisió en 2004 i es deia La Telepolémica i es transmetia pel Canal Uno, però en 2008 va passar a Telmex Eventos (actualment Canal Claro Sports Colombia) i el programa es diu TVpolémica, treballant allí fins a l'any 2009, quan va ser nomenat ambaixador a Sud-àfrica. El seu reemplaçament va ser Hugo Illera.
Édgar Perea treballava en la ràdio en la Cadena Todelar on va retornar del seu treball de l'ambaixada a Sud-àfrica. El gener de 2012, amb una condemna de 33 mesos de presó i el pagament d'una multa de 150 milions pesos proferida pel Jutge Sisè Penal del Circuit de Barranquilla va acabar el litigi emprès per RCN Radio de la capital del Atlántico contra Perea pel delicte de defraudació als drets patrimonials d'autor.
El jutge també va inhabilitar al narrador de drets i funcions públiques i la suspensió de la targeta professional de periodista o llicència de locutor pel mateix període de la pena.
El cas es remunta a l'any 2004, quan Perea va transmetre els partits de beisbol de les Grans Lligues, drets exclusius de RCN Radio Barranquilla, en l'època en què es van enfrontar per la Sèrie Mundial los Cardenales de San Luis i Los Media Rojas de Boston. Per l'anterior, va ser demandat pel mort advocat Fernando Prada, a causa que Perea també va comercialitzar els partits a través de la seva emissora Mar Caribe.

## Senador de la República
En 1998, Perea va ser triat Senador de la República després d'obtenir l'aval del Partit Liberal Colombià, sent la seva bandera de campanya la creació del Ministeri de l'Esport i el suport a la candidatura presidencial d'Horacio Serpa Uribe. El 2000 li va ser revocada la seva investidura com a senador després de transmetre un partit de futbol exercint el seu càrrec públic. No obstant això, una decisió de la Cort Constitucional va fer que se li restituís el seu dret a triar i ser triat, després d'una tutela interposada per Perea.

## Candidat a l'Alcaldia de Barranquilla
L'any 2003, després que el Consell d'Estat fallés a favor de Perea, va deixar el liberalisme i va començar a donar suport al govern d'Álvaro Uribe Vélez. A l'octubre de 2007 va ser postulat per a l'alcaldia de Barranquilla, ocupant el tercer lloc de les preferències electorals.

## Ambaixador a Sud-àfrica
A la fi de l'any 2008, Perea va ser nomenat en reemplaçament de Carlos Moreno de Caro com a ambaixador colombià a Sud-àfrica, concretament a la ciutat de Pretòria on va exercir la labor diplomàtica fins al 4 d'abril de 2011. Dins del càrrec d'ambaixador a Sud-àfrica també li va correspondre representar diplomàticament a Colòmbia a Namíbia i Moçambic.
Després de ser ambaixador, Édgar Perea va tornar a Colòmbia i fins als seus últims dies va ser un dels presentadors del programa Futbol+ de Telmex (Claro) i en Colmundo Radio al programa Mano a Mano Deportivo i narrador oficial dels partits transmesos per Colmundo.

## Defunció
Édgar Perea Arias va morir a la clínica Fundación Santa Fe de Bogotà el dilluns 11 d'abril de 2016, com a conseqüència d'una sèpsia que li va generar una fallada multiorgànica, desencadenant problemes respiratoris i renals que finalment el van portar a la seva mort.